# Indonesian Airlines

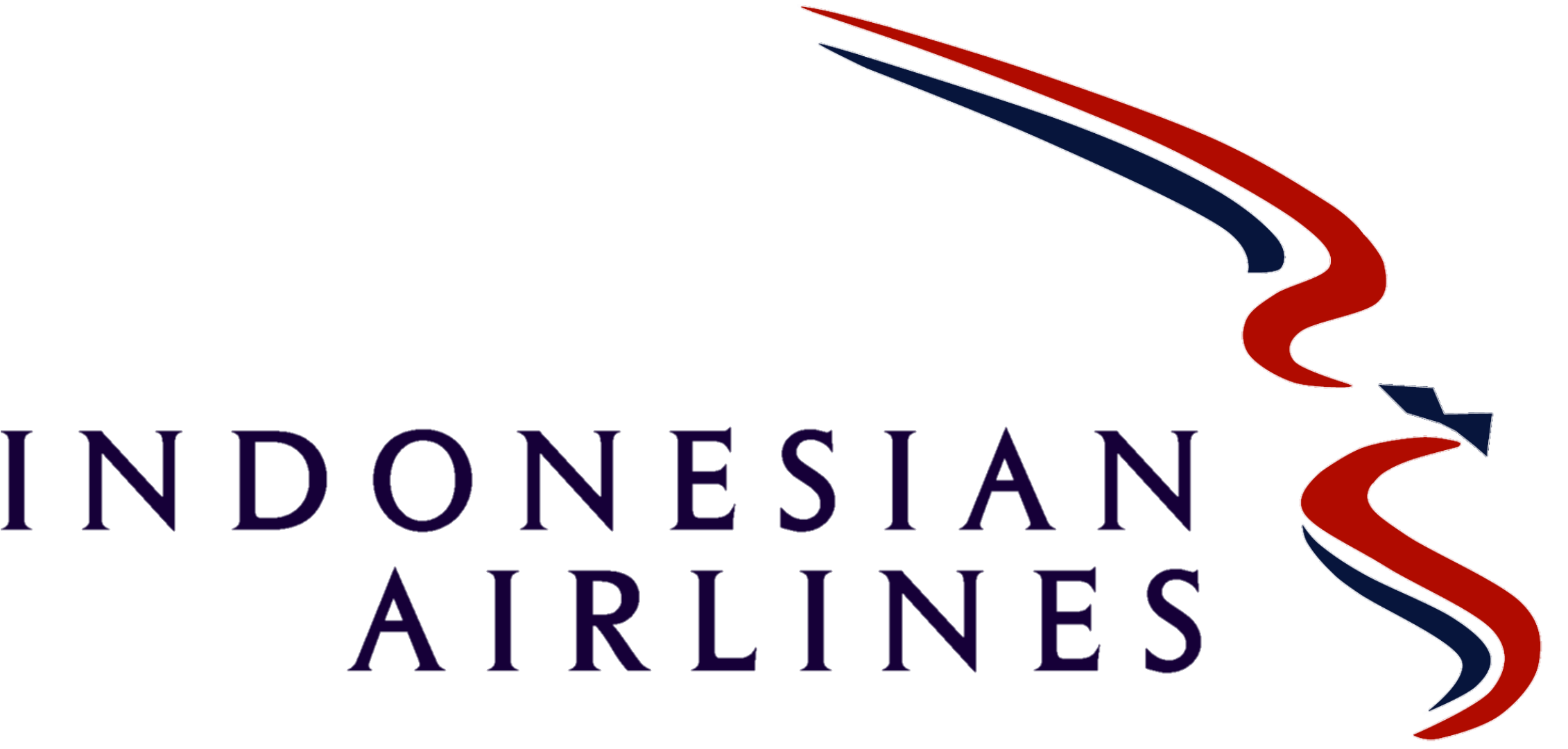
Logo de Indonesian Airlines

Indonesian Airlines (PT Indonesian Airlines Aviapatria) était une compagnie aérienne basée à Jakarta, en Indonésie. Elle exploitait des services domestiques.
En février 2007, le ministère des Transports a retardé la révocation de la licence de 11 compagnies aériennes insipides, dont Indonesian Airlines, afin de donner des possibilités de restructuration aux exploitants.

## Histoire
La compagnie aérienne a été créée en 1999 et a commencé ses activités en mars 2001. En septembre 1999, elle avait obtenu une licence gouvernementale pour fournir des services réguliers sur 46 lignes. Elle est détenue par des investisseurs privés (75%) et Rudy Setyopurnomo (25%), président directeur de la compagnie aérienne. Indonesian Airlines a cessé ses activités en 2003, pour des raisons non précisées, et a vu son certificat d'exploitation aérienne révoqué après le rappel du ministère des Transports de février 2007. Elle exploitait auparavant des vols en Indonésie au départ de Jakarta et de Jakarta à Dubaï. Rudy Setyopurnomo a ensuite travaillé pour RGM Group pour gérer sa flotte de 4 petits avions.

## Flotte
- 1 Boeing 727-200
- 2 Boeing 737-300
- 1 Boeing 737-800
- 2 Boeing 747-300